# Virmaše
Virmaše este o localitate din comuna Škofja Loka, Slovenia, cu o populație de 512 locuitori.

## Personalități născute aici
- Aleksandra Kornhauser Frazer (1926 - 2020), chimistă slovenă.